# Vellozia verruculosa
Vellozia verruculosa är en enhjärtbladig växtart som beskrevs av Carl Friedrich Philipp von Martius. Vellozia verruculosa ingår i släktet Vellozia och familjen Velloziaceae. Inga underarter finns listade.